# Clan Imagawa

Insígnia del clan Imagawa.

El Clan Imagawa (今川氏, Imagawa-shi) va ser un clan feudal japonès fundat per Kuniuji Imagawa. Després de la mort d'Imagawa Yoshimoto a la batalla d'Okehazama en 1560, molts oficials dels Imagawa van anar a altres clans. Després d'una dècada més tard, el clan va perdre totes les seves terres davant els clans dels Tokugawa i els Takeda. Posteriorment els Imagawa es van convertir en els mestres de cerimònies dels Tokugawa.

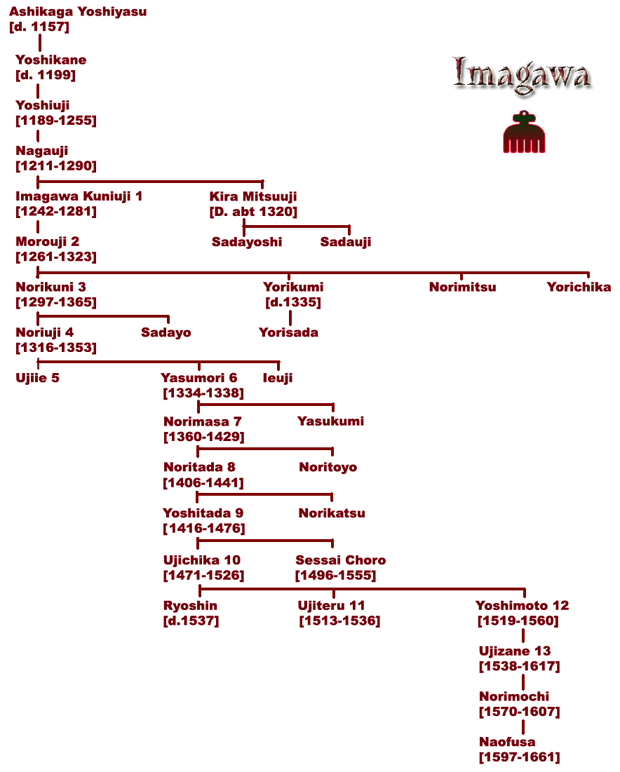
Arbre genealògic del clan.

## Líders del clan
- Kuniuji Imagawa
- Morouji Imagawa
- Norikuni Imagawa
- Noriuji Imagawa
- Ujiie Imagawa
- Yasumori Imagawa
- Norimasa Imagawa
- Noritada Imagawa
- Yoshitada Imagawa
- Ujichika Imagawa
- Ujiteru Imagawa
- Yoshimoto Imagawa
- Imagawa Ujizane